# Greatest Hits (álbum de Pat Benatar)
Greatest Hits es un álbum de compilación de Pat Benatar, lanzando en junio de 2005, contiene 20 canciones remasterizadas digitalmente. El álbum alcanzó el #47 en las listas de Billboard Top 200 de Estados Unidos.

## Lista de canciones
1. "Heartbreaker" - 3:28
2. "We Live for Love" (mezcla) - 3:55
3. "Hit Me with Your Best Shot" - 2:52
4. "Hell is for Children" - 4:52
5. "Treat Me Right" (mezcla) - 3:14
6. "You Better Run" - 3:05
7. "Fire and Ice" - 3:20
8. "Promises in the Dark" - 4:49
9. "Precious Time" - 6:02
10. "Shadows of the Night" (edición) - 3:43
11. "Little Too Late" (edición) - 3:27
12. "Looking for a Stranger" - 3:27
13. "Love Is a Battlefield" (edición) - 4:10
14. "We Belong" - 3:42
15. "Ooh Ooh Song" - 4:09
16. "Invincible" (tema de la película la leyenda de Billie Jean) (edición) - 4:10
17. "Sex as a Weapon" - 4:20
18. "Le Bel Age" (edición) - 4:20
19. "All Fired Up" (edición) - 4:12
20. "One Love (Song of the Lion)" (edición) - 4:31

- Datos: Q5601224